# Wittenburger Straße (Schwerin)

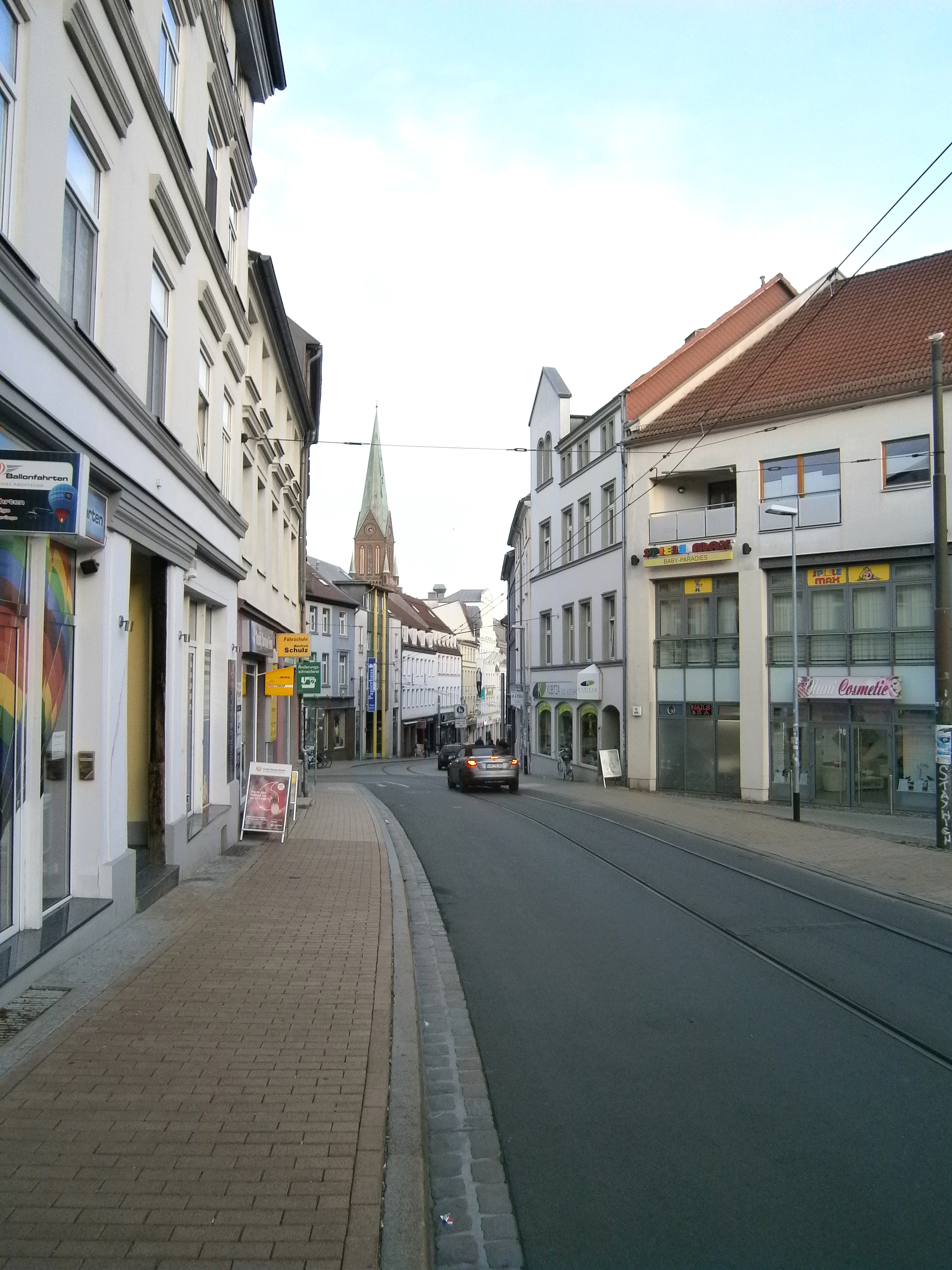
Beginn der Straße

Die Wittenburger Straße ist eine 1300 Meter lange Zufahrtsstraße in Schwerin, Stadtteile Altstadt, Paulsstadt und Weststadt. Sie führt in Ost-, dann Westrichtung von der Lübecker Straße bis zur Straße Vor dem Wittenburger Tor in der Weststadt in Richtung Neumühle, Wittenförden und Grambow.

## Nebenstraßen
Die Neben- und Anschlussstraßen wurden benannt als Lübecker Straße nach der Hansestadt Lübeck, Reiferbahn nach der Reeperbahn der Reepschläger bzw. der Seilmacher, Fritz-Reuter-Straße nach dem niederdeutschen Schriftsteller (1810–1874), Johannesstraße, Voßstraße nach dem Dichter und Übersetzer Johann Heinrich Voß (1751–1826), Friedensstraße (ehemals Garnisonstraße, zur DDR-Zeit umbenannt) , Heinrich-Heine-Straße nach dem Dichter und Schriftsteller (1797–1856), Müllerstraße und Bäckerstraße nach den Berufen, Lortzingstraße nach dem Komponisten Albert Lortzing (1801–1851), Rudolf-Breitscheid-Straße nach dem Politiker (SPD) und Reichstagsabgeordneten (1874–1944 im KZ), Obotritenring nach dem elbslawischen Stammesverband der Abodriten als frühe Bewohner von Mecklenburg, Richard-Wagner-Straße nach dem Komponisten (1813–1883), Jean-Sibelius-Straße nach dem finnischen Komponisten (1865–1957), Werner-Seelenbinder-Straße nach dem deutschen Meister im Ringen und Kommunisten (1904–1944 ermordet), unbebannter Wege und Vor dem Wittenburger Tor nach dem früheren Thor, das sich seinerzeit an der Wittenburger Straße Höhe Voßstraße befand.

## Geschichte

### Name
Die Straße wurde benannt nach der nahen Stadt Wittenburg. Die hat um 6300 Einwohner und ist seit 2004 Sitz des Amtes Wittenburg. Sehenswürdige Bauwerke sind u. a. die mittelalterliche Stadtkirche St. Bartholomäus das Rathaus von 1853 nach Plänen von Georg Adolf Demmler und der Amtsberg. Früher wurde sie als Wittenburger Chaussee bezeichnet.

### Entwicklung

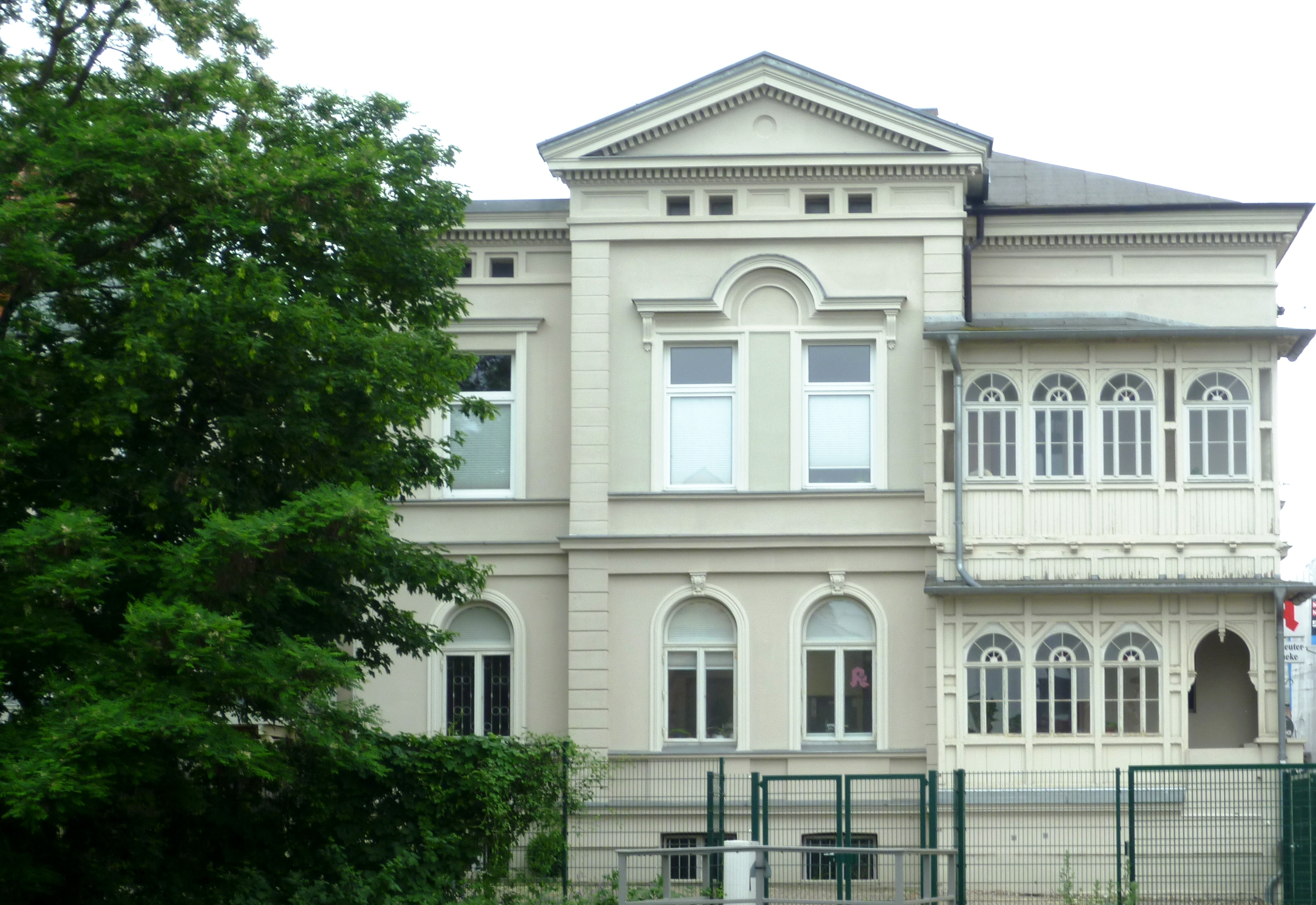
Nr. 40

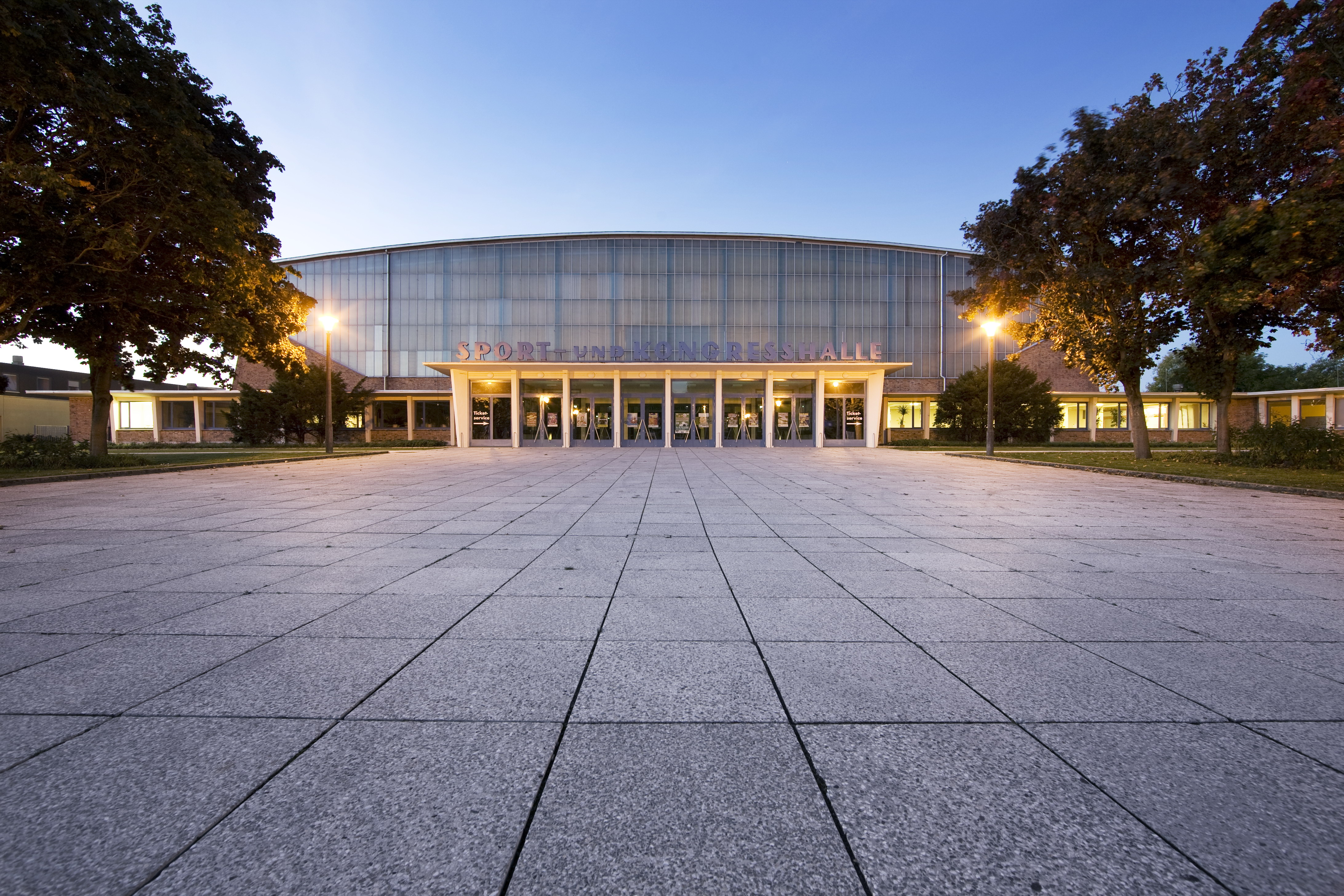
Sport- und Kongresshalle

Nachdem 1837 Großherzog Paul Friedrich den herzoglichen Hof von Ludwigslust nach Schwerin verlegt hatte, erweiterte sich die Stadt nach Plänen von Hofbaumeister Georg Adolf Demmler auch nach Westen; die Paulsstadt und die Feldstadt erweiterten sich. Der Domfriedhof Schwerin befand sich von 1779 bis um 1863 nahe der Altstadt an der Straße. Der Alte Friedhof in der heutigen Weststadt entstand ab 1863. 1857 legte Demmler Pläne zur Erweiterung der Stadt um einen neuen Stadtteil westlich des Obotritenrings vor; der Plan fand 1866 durch die Bürgerschaft keine Zustimmung. Erst im 20. Jahrhundert ab den 1920er Jahren entwickelte die östliche Seite der Weststadt und ab 1955 erfolgte der flächige Ausbau des Stadtteils.
Verkehrlich wird die die Straße am Beginn durch die Straßenbahnlinie 2 und durchgängig durch die Buslinien 12 und 14 der Nahverkehr Schwerin GmbH (NVS) erschlossen. Am nahen Marienplatz sind die Haltestellen der Straßenbahnlinien 1, 2 und 4 sowie die Buslinien 5, 7, 10, 12, 14 und 19.

## Gebäude, Anlagen (Auswahl)

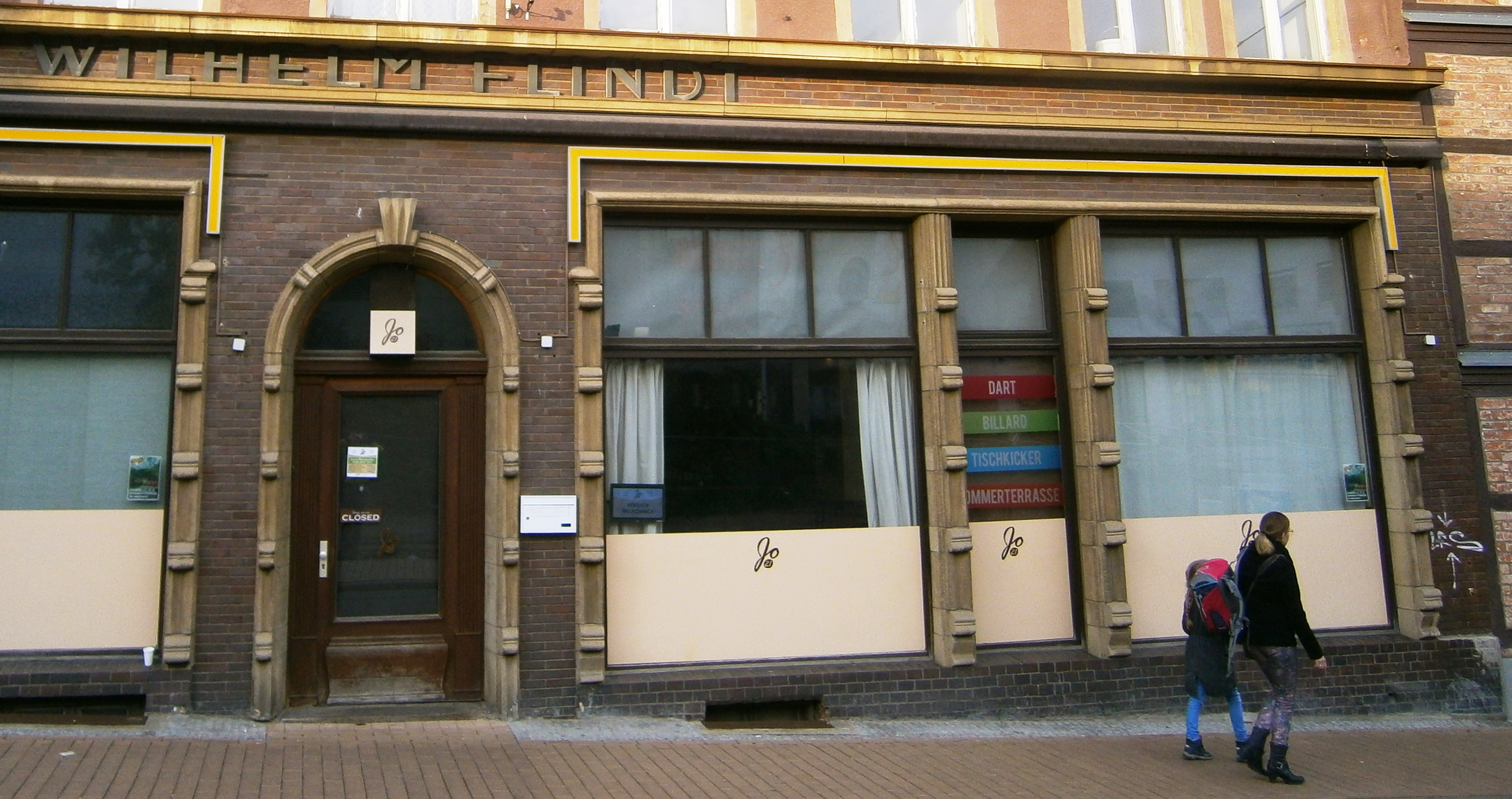
Nr. 21

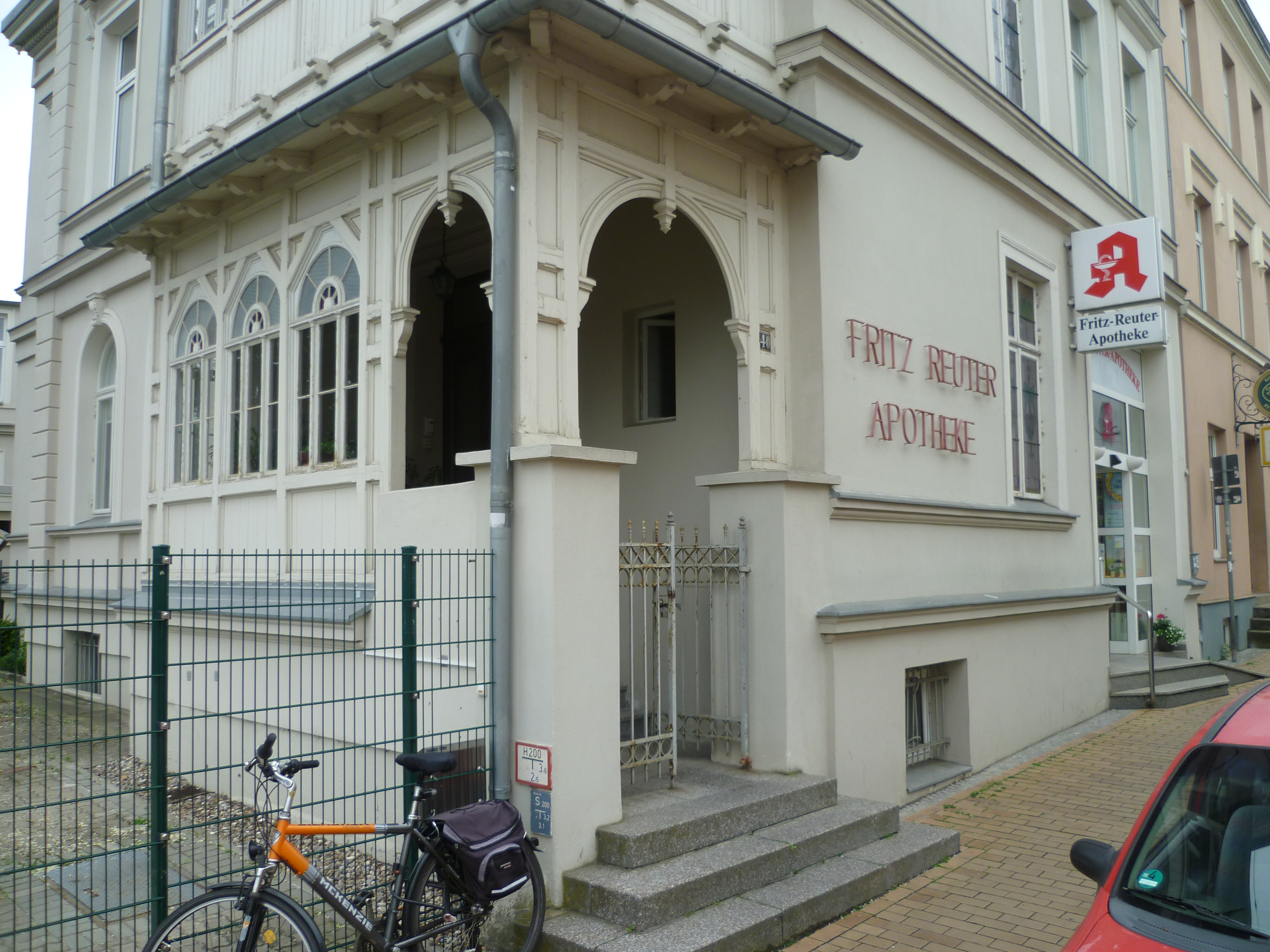
Nr. 40

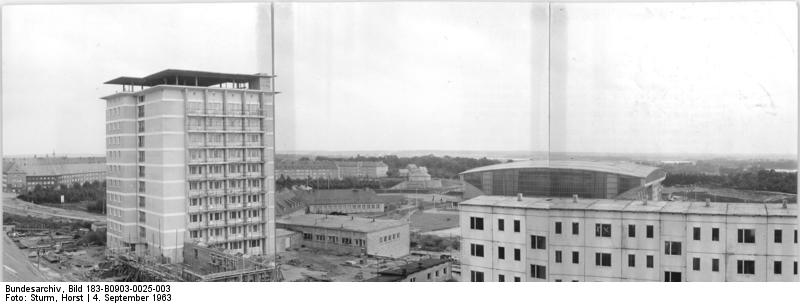
Hochhaus sowie Sport- und Kongresshalle

An der Straße stehen zumeist drei- bis fünfgeschossige Gebäude. Die mit (D) gekennzeichneten Häuser stehen unter Denkmalschutz.
- Lübecker Straße Nr. 16: 3-gesch. Eck-, Wohn- und Geschäftshaus mit Mezzaningeschoss im Stil der Gründerzeit
- Nr. 19: 3-gesch. Wohn- und Geschäftshaus mit Zwerchhaus und Fachwerkfassade
- Nr. 21/23: 3-gesch. Wohnhaus (D) mit Café und Bar
- Nebeneingang zum 3-gesch. Schlosspark-Center Schwerin von 1998 der ECE mit über 110 Läden und 18 Gastronomien auf 20.000 m² Verkaufsfläche
- Nr. 34/36: 2-gesch. Wohn- und Geschäftshaus (D) mit Fachwerk
- Brücke über die Bahnstrecke Hagenow Land–Schwerin / Berlin bzw. Hamburg
- Nr. 40: 2-gesch. historisierendes Wohn- und Geschäftshaus (D) mit mittigem neoklassizistischen Giebelrisalit, Veranda und Erker; Fritz-Reuter-Apotheke
- Nr. 55 und Nr. 58: 2-gesch. bzw. 3-gesch. Wohnhaus; stark umgebaute klassizistische ehem. Torhäuser von 1841/43 nach Plänen von Georg Adolf Demmler.
- Nr. 60 und 62: Zwei 5-gesch. Wohnhäuser im Stil der Gründerzeit
- Nr. 76: 4-gesch. Wohnhaus von 1904 im Stil der Gründerzeit
- Nr. 97: 4-gesch. Eck-, Wohn- und Geschäftshaus im Stil der Gründerzeit mit Restaurant
- Nr. 106–114: 3- bis 4-gesch. verklinkerte Wohnanlage von 1929 (D) nach Plänen von Friedrich Richard Ostermeyer; zugehörig:
  - Obotritenring Nr. 193–223 und Sibelius-Straße Nr. 1–18: Wohnanlage von 1929 (D)
- Nr. 116a-c: Städtisches Stadion am Lambrechtsgrund von um 1962 mit 10.000 Plätzen und dem
  - 3- bzw. 7-gesch.Haus des Sports von 1995 (2009: Aufstockung) mit dem Landessportbund MV und 26 Gästezimmern sowie Gaststätte
- Nr. 118: Städtische Sport- und Kongresshalle von 1962 (D) nach Plänen von Hans Fröhlich mit 8000 Plätzen
- Werner-Seelenbinder-Straße Nr. 4a: 10-gesch. Wohnhochhaus von 1963 (D) nach Plänen von Heinrich Handorf, das Haus umbaut den Schornstein des Heizhauses der Sport- und Kongresshalle, Wandschmuck mit Mann, Frau und Sputnik, saniert 2013
- Johannes-Brahms-Straße Nr. 65: Galerie im Hyparschalenbau nach Plänen von Ulrich Müther, Rostock
- Beidseitig die Kleingartenanlage Vor dem Wittenburger Tor

### Denkmale, Gedenken
- Stolpersteine Schwerin bei Gebäude
  - Nr. 51: Für Frieda Donath (1882–1941 ermordet)